# Думнагуал ап Кинан
Думнагуал ап Кинан (валл. Dyfnwal ab Cynan; 780—850/869) — король Альт Клуита (816—850/869); сын Кинана ап Ридерха. Возможно, Думнагуал был предводителем бриттов, сжёгших в 849 году шотландский город Данблейн.